# Герман Буркгардт
Герман Буркгардт (нім. Hermann Burkhardt; 23 червня 1881, Гласгютте — 20 квітня 1969, Бохум) — німецький інженер, один із керівників німецького кораблебудування, морський старший будівельний директор (6 березня 1939).

## Біографія
В 1908 році закінчив Берлінське вище технічне училище. 18 серпня 1908 року вступив на службу на імперські верфі в Данцигу. В 1911/17 роках — співробітник кораблебудівного відділу Імперського морського управління. З 1 січня 1918 року працював на військово-морських верфях у Вільгельмсгафені. З 16 серпня 1927 року — референт Конструкторського управління Морського керівництва. 3 листопада 1934 року призначений начальником Конструкторського відділу (КІ) Головного конструкторського управління ОКМ. З 1 вересня 1937 року — директор конструкторського відділу, з 1 липня 1940 року — начальник служби оперативного планування військово-морських верфей у Вільгельмсгафені. 31 жовтня 1941 року вийшов у відставку і увійшов до складу Ради директорів кораблебудівної фірми Deutsche Werke в Кілі, одночасно до березня 1945 року був директором верфі в Готенгафені. З січня 1942 по березень 1945 року — голова конструкторської ради Вищого технічного училища в Данцизі. 30 червня 1946 року залишив роботу в Deutsche Werke.

## Нагороди
- Залізний хрест 2-го класу для некомбатантів
- Військовий Хрест Фрідріха-Августа (Ольденбург) 2-го класу
- Почесний хрест ветерана війни
- Медаль «За вислугу років у Вермахті» 4-го, 3-го, 2-го і 1-го класу (25 років)